# Maria Puig i Clotet
Maria Puig i Clotet (Parets del Vallès, 1957) és una artista del vidre especialitzada en els vitralls. Ha fet servir diverses tècniques, com el fusing, l'emplomat o la tècnica del coure.
Va estudiar, en l'especialitat de vitralls, a l'Escola Massana de Barcelona, on es va graduar l'any 1986. El 1999 va aprendre, de la mà d'Eduardo Nieto, la tècnica del fusing.
L'any 1990 va obrir el seu propi taller, on dona classes de vitralls emplomats, i ho compagina amb la feina de restauradora. Des del 1997 ha participat en diversos cursos com a professora experta en vitralls per al Departament de Treball de la Generalitat de Catalunya.
Com a restauradora, ha treballat en dues ocasions en els vitralls de l'església de Sant Esteve de Parets i també en els vitralls de l'església de Gavà. Va col·laborar com a assessora en la restauració de l'església de Santa Maria de Castelló d'Empúries.

## Obra
Les seves obres més destacades són el vitrall de l'absis de l'església de Sant Esteve de Parets i el vitrall de la sala de la Cooperativa La Progressiva.

## Exposicions
Ha fet diverses exposicions:
- 1986 Exposició col·lectiva “Vitralls dins l'espai”, a Caja Madrid, Barcelona
- 1989 II Saló Internacional del Vitrall a Chartres i Nimes
- 1990 Exposició col·lectiva "Vidre creatiu", al Centre Permanent d'Artesania de la Generalitat de Catalunya
- 1991 Exposició col·lectiva itinerant Nou Vitrall dels Països Catalans
  - Centre de Recerca Nuclear, CERN, Ginebra
  - Torre de ses Puntes, Manacor, Mallorca
  - Centre Sociocultural d'Inca, Mallorca
  - Centre Cultural de Felanitx, Mallorca
- 1992 Continuació de l'anterior exposició a Catalunya: Terrassa, el Pont de Suert, Roses, Lleida, la Bisbal d'Empordà, Olot i Tortosa
- 1992 Exposició col·lectiva de vitralls a Sant Esteve Sesrovires
- 1993 Exposició de vitralls a la Sala Marineta de Mollet de Vallès